# San Miguel, Putumayo
San Miguel là một khu tự quản thuộc tỉnh Putumayo, Colombia. Thủ phủ của khu tự quản San Miguel đóng tại La Dorada Khu tự quản San Miguel có diện tích 358 ki lô mét vuông. Đến thời điểm ngày 28 tháng 5 năm 2005, khu tự quản San Miguel có dân số  người.